# Rhipidolestes laui
Rhipidolestes laui – gatunek ważki z rodziny Rhipidolestidae.